# Ossenijzer

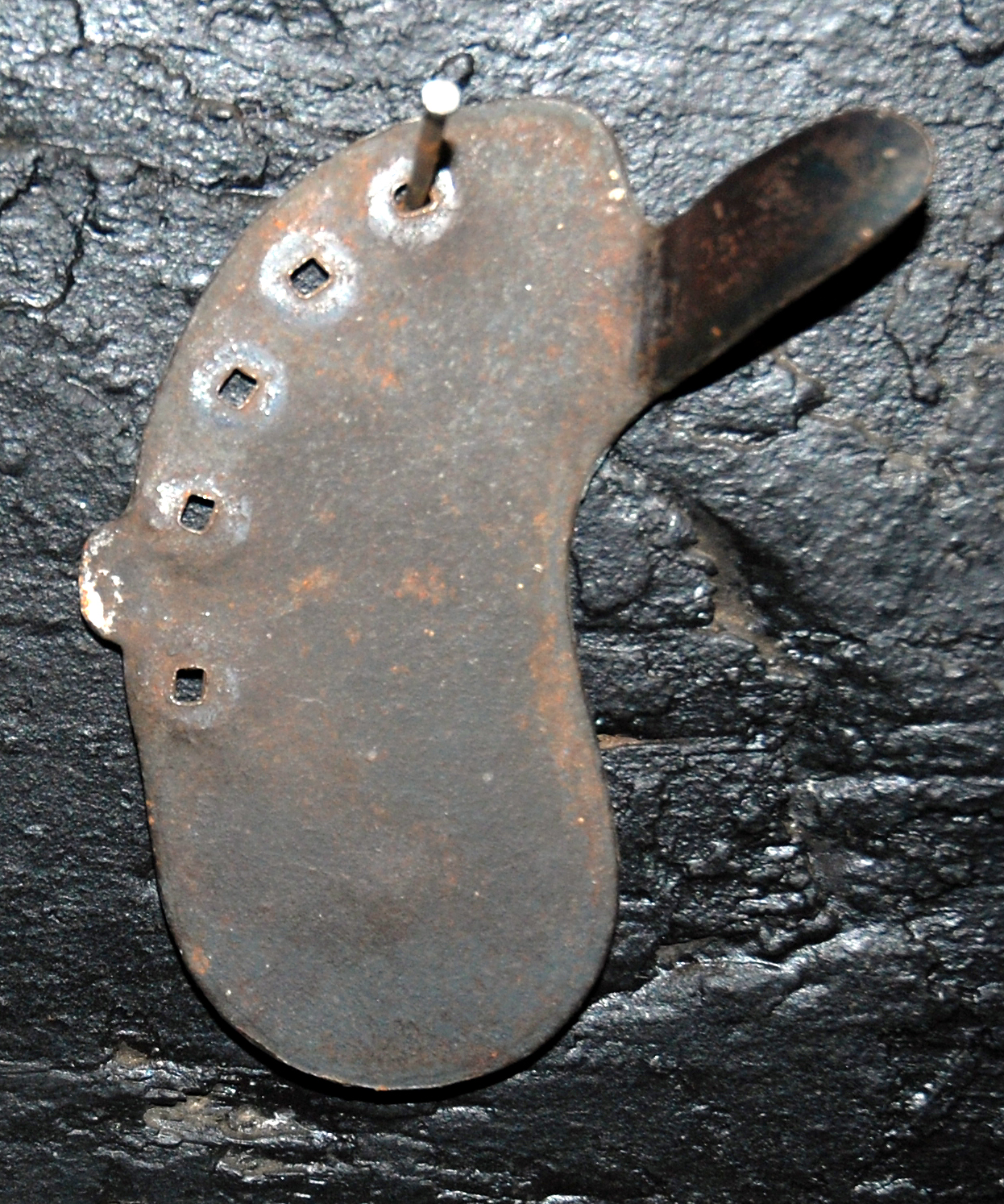
Ossenijzer

Een ossenijzer (ook wel ossenschoen genoemd) is een ijzeren plaatje met een lip welke onder de hoeven van een os werd aangebracht ter bescherming van de hoeven.
Het ossenijzer verschilt van het hoefijzer dat de spleet in de hoef van de os ook bedekt werd. Het ossenijzer werd aan de hoef net als een hoefijzer bij paarden met hoefnagels aan de hoef vastgezet. Ook de lip welke naar boven was gericht werd met hoefnagels vastgezet. 
Ossenijzers zijn in Europa tot laat in de twintigste eeuw toegepast.